# Поверхность Понтрягина
Пове́рхности Понтря́гина — определённая последовательность двумерных (в смысле размерности Лебега) «размерно неполноценных»  континуумов {\displaystyle \Pi _{m}}.
То есть таких, что их гомологическая размерность по данному модулю {\displaystyle m=2,3,..} равна {\displaystyle 1}.

## Свойства
- Поверхности Понтрягина вкладываются в четырёхмерное евклидово пространство
- {\displaystyle \operatorname {dim} \,\Pi _{m}\times \Pi _{k}=3<\operatorname {dim} \,\Pi _{m}+\operatorname {dim} \,\Pi _{k}=4} при {\displaystyle m\not =k}

## История
Понтрягин построил такие поверхности {\displaystyle \Pi _{2}}, {\displaystyle \Pi _{3}}, что их топологическое произведение {\displaystyle \Pi =\Pi _{2}\times \Pi _{3}} есть континуум размерности {\displaystyle 3}.
Этим была опровергнута гипотеза, что при топологическом перемножении двух (метрических) компактов их размерности складываются.
Им же эта гипотеза доказана для гомологической размерности по простому модулю и вообще по всякой группе коэффициентов, являющейся полем.
Позже Болтянским был построен двумерный континуум {\displaystyle B} (поверхность Болтянского), топологический квадрат которого
{\displaystyle B^{2}=B\times B} трёхмерен.

## Вариации и обобщения
- поверхность Болтянского — двумерный континуум {\displaystyle B} топологический квадрат которого {\displaystyle B^{2}=B\times B} трёхмерен.